# Abies nephrolepis
Abies nephrolepis (Trautv. ex Maxim.) Maxim. è un albero della famiglia delle Pinaceae endemico del nord-est della Cina, del sud-est della Russia e della Penisola coreana.

## Etimologia
Il nome generico Abies, utilizzato già dai latini, potrebbe, secondo un'interpretazione etimologica, derivare dalla parola greca ἄβιος, ovvero longevo. Il nome specifico nephrolepis è una parola composta di derivazione greca che si riferisce alle scaglie di forma reniforme dei coni. 

## Descrizione

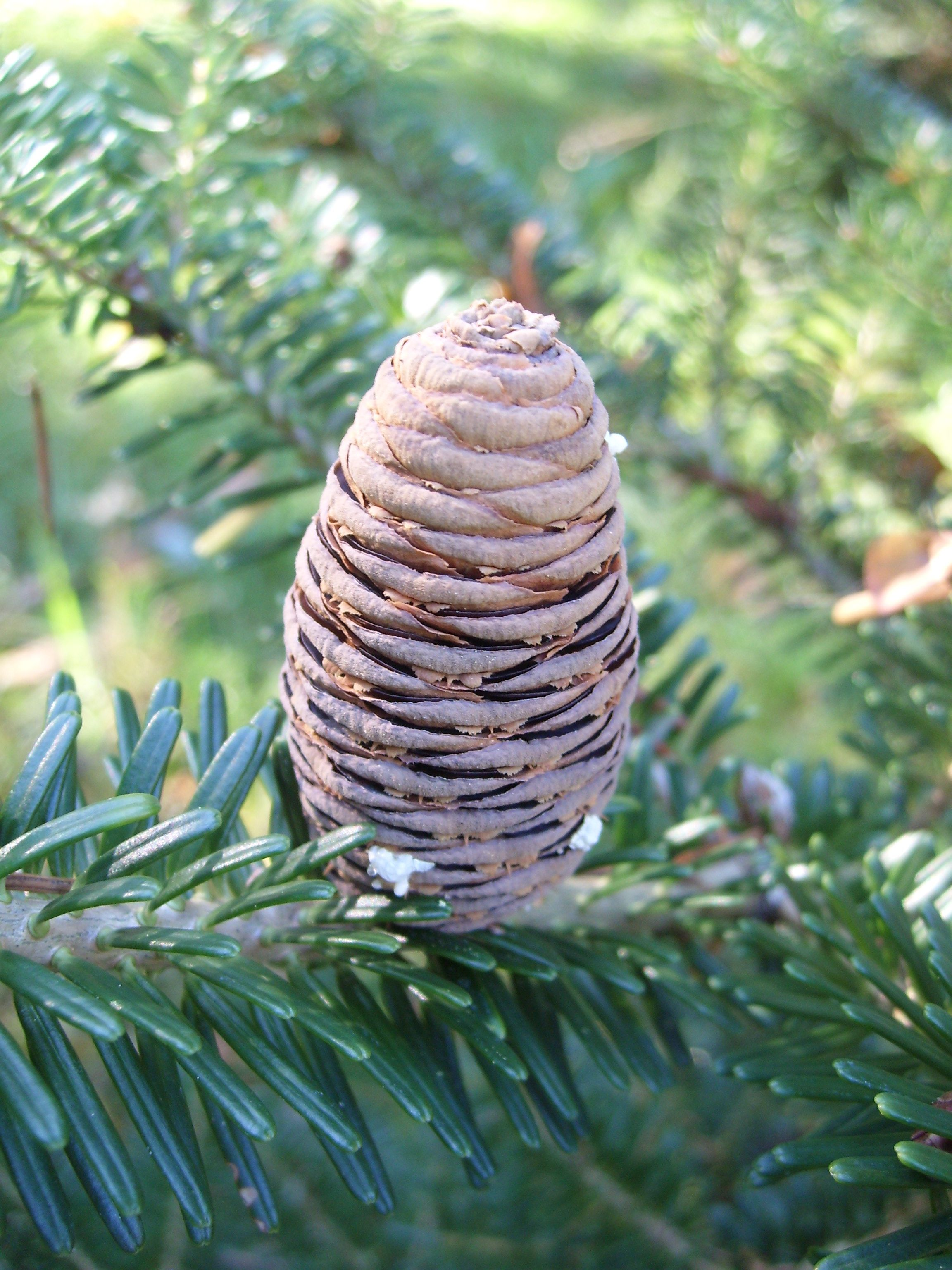
Strobilo femminile.

### Portamento
Abies nephrolepis può raggiungere i 30-35 m di altezza, con tronco colonnare di 120 cm di circonferenza massima, e chioma conica o ovale tendente a divenire irregolare con l’età. I rami si sviluppano orizzontalmente, ascendenti nella parte superiore, discendenti nella parte inferiore.

### Foglie
Sono lunghe 1-3 cm, aghiformi, lineari, piatte, di colore grigio opaco, con due bande di stomi nella faccia inferiore. Disposte a spirale, hanno punte dentellate o acuminate.

### Fiori
Gli strobili maschili sono gialli-verdi, nascosti tra il fogliame.

### Frutti
Sono coni cilindrici eretti, disposti talvolta a gruppi, purpurei tendenti al marrone opaco a maturazione, lunghi 4,5-7,5 cm e larghi 2-3,5 cm, con scaglie reniformi, lisce, lunghe 10-12 mm. I semi sono neri, di forma obovata-cuneata, marroni-rossastri, lunghi 5 mm, con corte ali nerastre.

### Corteccia
Grigia e liscia da giovane, con il passare degli anni si fessura e inscurisce.

## Distribuzione e habitat
Cresce a quote comprese tra i 500 e i 700 m nella Siberia Orientale (Primoryi, Amur e Chabarovsk) e a quote comprese tra i 750 e i 2000 m in nord-est Cina (Shaanxi, Liaoning, Jilin, Heilongjiang e Hebei), su suoli ben drenati. Il clima di riferimento è caratterizzato da una breve, fresca e umida stagione estiva e da inverni lunghi e freddi, con precipitazioni annue prevalentemente nevose. Si ritrova in associazione con Pinus koraiensis , Picea jezoensis, Pinus pumila , Juniperus sabina, Picea obovata, Larix gmelinii, Pinus sibirica e Abies sibirica.

## Usi
Riveste grande importanza economica soprattutto in Cina e nella Penisola coreana; il suo legno viene utilizzato in edilizia e nella produzione di compensati. L'utilizzo in orticoltura è invece raro soprattutto per la suscettibilità alle gelate tardive.

## Conservazione
Viene classificata come specie a rischio minimo di estinzione nella Lista rossa IUCN in quanto non sussistono evidenze di un declino della popolazione.